# Jesse Pintado
Jesse Pintado (* 12. Juli 1969; † 27. August 2006 in den Niederlanden) war ein US-amerikanischer Extreme-Metal-Gitarrist.

## Biographie
Jesse Pintado begann seine Karriere 1987 als Gründungsmitglied der Grindcore-Band Terrorizer. Oscar Garcia holte ihn um 1985 in die noch namenlose Band, weil ihm Pintado mit seinem Iron-Maiden-T-Shirt aufgefallen war, das Gitarrespielen brachte sich Pintado in der ersten Zeit bei Terrorizer selber bei. Bereits 1989 wechselte er nach der frühen Auflösung der Band zu Napalm Death. Er gilt als Pionier seines Genres und beeinflusste mit seinem Sound eine ganze Generation von Bands. 2004 verließ er Napalm Death, um Terrorizer zu reaktivieren. Gemeinsam mit seinem Napalm-Death-Kollegen Shane Embury war Pintado auch beim Deathgrind-Projekt Lock Up aktiv.
Er starb im Alter von 37 Jahren im Erasmus MC Hospital der Erasmus-Universität Rotterdam an Leberversagen. Zu seinen Ehren veröffentlichte Earache Records einen Sampler mit dem Titel In Memory of Jesse Pintado, der zum kostenlosen Download angeboten wurde.

## Diskografie (Auswahl)
Terrorizer
→ siehe Terrorizer#Diskografie
Napalm Death
- Harmony Corruption, 1990
- Utopia Banished, 1992
- Nazi Punks Fuck Off (EP), 1993
- Fear, Emptiness, Despair, 1994
- Diatribes, 1996
- Inside the Torn Apart, 1997
- Words From the Exit Wound, 1998
- Enemy of the Music Business, 2000
- Order of the Leech, 2002

Lock Up
- Pleasures Pave Sewers, 2001
- Hate Breeds Suffering, 2002